# Joey Dunlop
William Joseph Dunlop, detto Joey (Ballymoney, 25 febbraio 1952 – Tallinn, 2 luglio 2000), è stato un pilota motociclistico nordirlandese.
Cinque volte vincitore del campionato mondiale Formula TT, ha ottenuto molti successi nelle gare di corsa su circuiti stradali.

## Carriera
Dunlop può essere considerato uno tra i più grandi piloti motociclistici di tutti i tempi. La sua specialità erano le corse su strada e in particolare il TT che si svolge ogni anno sull'Isola di Man. In questa gara, in cui debuttò nel 1976 e spesso si cimentò in più categorie, le sue vittorie furono ventisei e altre quattordici volte finì sul podio. Per moltissimi anni legato alla Honda, con le moto della casa giapponese conquistò anche cinque titoli mondiali consecutivi nella classe TT Formula 1, perdendo il sesto per soli tre punti, venendo battuto da Virginio Ferrari e la sua Bimota YB4 nel 1987. Per i suoi meriti sportivi è stato insignito, nel 1986, con il titolo di MBE (Member of British Empire).
Dunlop morì il 2 luglio 2000 in una gara su strada che si svolgeva a Tallinn in Estonia. In quel momento era al comando della gara delle 125 cm³ dopo avere vinto nelle classi 600 cm³ e 750 cm³. L'incidente mortale avvenne quando Dunlop perse il controllo della sua moto a causa del manto stradale bagnato e la morte, istantanea, avvenne a causa dell'impatto contro gli alberi. Come segno di rispetto poche ore dopo questo luttuoso evento anche il sito del governo estone ospitò un omaggio a Dunlop. La televisione dell'Irlanda del Nord trasmise in diretta le esequie alle quali parteciparono numerosissime persone e per l'occasione in Irlanda del Nord fu dichiarato un giorno di pace nazionale. La sua città natale gli ha dedicato un parco.
Lasciò sua moglie Linda e i suoi cinque figli: Julie, Donna, Gary, Richard e Joanne. Anche suo fratello Robert è morto in un incidente il 15 maggio 2008 durante le prove della North West 200. Dunlop era molto superstizioso: durante le gare indossava sempre una maglietta rossa e un casco con livrea gialla bordata da filetti neri, divenuto per gli appassionati di motociclismo una sorta di icona. Nel 2015 viene nominato dal Belfast Telegraph, tramite un sondaggio tra i lettori, il più grande sportivo della storia dell'Irlanda del Nord.

## Solidarietà
Nel 1996 gli venne conferito il titolo di OBE (Ufficiale dell'Ordine dell'Impero Britannico) per il suo straordinario impegno umanitario a favore dei bambini orfani della Romania. Spesso con il furgone che utilizzava per raggiungere i campi di gara distribuiva cibo e vestiti oltre che in Romania anche in Bosnia. Dunlop svolgeva questa sua opera in silenzio, coerentemente con il suo carattere schivo.

## Risultati principali

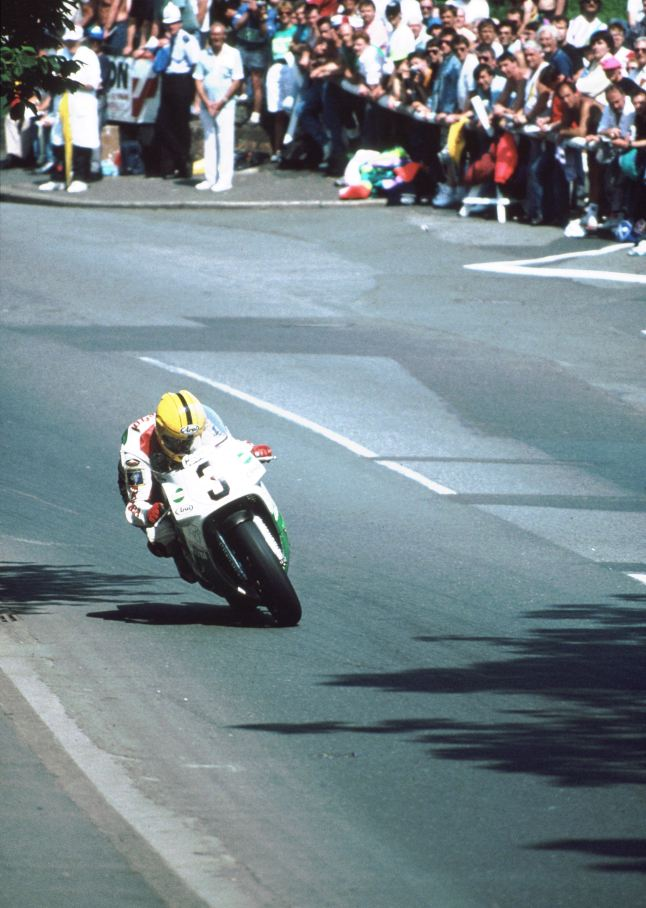
Joey Dunlop in gara al Tourist Trophy del 1992.

Complessivamente Dunlop ha conquistato:
- 26 vittorie al Tourist Trophy
- 13 vittorie alla North West 200
- 24 vittorie all'Ulster Grand Prix
- 162 vittorie in altre gare su strada

### Tourist Trophy
| Anno | Classe                     |
| 1977 | Jubilee Classic            |
| 1980 | Classic                    |
| 1983 | TT Formula 1               |
| 1984 | TT Formula 1               |
| 1985 | TT Formula 1               |
| 1985 | Senior                     |
| 1985 | Junior                     |
| 1986 | TT Formula 1               |
| 1987 | TT Formula 1               |
| 1987 | Senior                     |
| 1988 | TT Formula 1               |
| 1988 | Senior                     |
| 1988 | Junior                     |
| 1992 | 125 cc                     |
| 1993 | 125 cc                     |
| 1994 | Junior                     |
| 1994 | 125 cc                     |
| 1995 | Lightweight (250 cm³)      |
| 1995 | Senior                     |
| 1996 | Lightweight                |
| 1996 | 125 cc                     |
| 1997 | Lightweight                |
| 1998 | Lightweight                |
| 2000 | TT Formula 1               |
| 2000 | Lightweight (250 cm³)      |
| 2000 | Ultralightweight (125 cm³) |

### Risultati nel motomondiale
| 1976 | Classe | Moto |   |    |   |   |     |   |   |   |   |   |   |   |  |  |  | Punti | Pos. |
| ---- | ------ | ---- | - | -- | - | - | --- | - | - | - | - | - | - | - |  |  |  | ----- | ---- |
| 1976 | 250    | n.d. | - | NE | - | - | Rit | - | - | - | - | - | - | - |  |  |  | 0     |      |

| 1976 | Classe | Moto   |   |   |   |   |    |   |    |    |   |   |   |   |  |  |  | Punti | Pos. |
| ---- | ------ | ------ | - | - | - | - | -- | - | -- | -- | - | - | - | - |  |  |  | ----- | ---- |
| 1976 | 350    | Yamsel | - | - | - | - | 16 | - | NE | NE | - | - | - | - |  |  |  | 0     |      |

| 1976 | Classe | Moto   |  |  |  |    |    |  |  |  |  |  |  |    |  |  |  | Punti | Pos. |
| ---- | ------ | ------ |  |  |  | -- | -- |  |  |  |  |  |  | -- |  |  |  | ----- | ---- |
| 1976 | 500    | Yamaha |  |  |  | NE | 18 |  |  |  |  |  |  | NE |  |  |  | 0     |      |

| 1979 | Classe | Moto   |   |    |   |   |   |   |   |   |   |   |     |   |   |  |  | Punti | Pos. |
| ---- | ------ | ------ | - | -- | - | - | - | - | - | - | - | - | --- | - | - |  |  | ----- | ---- |
| 1979 | 250    | Yamaha | - | NE | - | - | - | - | - | - | - | - | Rit | - | - |  |  | 0     |      |

| 1979 | Classe | Moto   |   |   |   |   |   |   |   |    |    |   |    |   |   |  |  | Punti | Pos. |
| ---- | ------ | ------ | - | - | - | - | - | - | - | -- | -- | - | -- | - | - |  |  | ----- | ---- |
| 1979 | 350    | Yamaha | - | - | - | - | - | - | - | NE | NE | - | 15 | - | 9 |  |  | 2     | 34º  |

| 1980 | Classe | Moto   |  |  |  |  |  |  |  |     |  |  |  |  |  |  |  | Punti | Pos. |
| ---- | ------ | ------ |  |  |  |  |  |  |  | --- |  |  |  |  |  |  |  | ----- | ---- |
| 1980 | 250    | Yamaha |  |  |  |  |  |  |  | Rit |  |  |  |  |  |  |  | 0     |      |

| 1984 | Classe | Moto  |  |  |  |  |  |  |  |  |  |     |  |  |  |  |  | Punti | Pos. |
| ---- | ------ | ----- |  |  |  |  |  |  |  |  |  | --- |  |  |  |  |  | ----- | ---- |
| 1984 | 500    | Honda |  |  |  |  |  |  |  |  |  | Rit |  |  |  |  |  | 0     |      |

| 1985 | Classe | Moto  |  |  |  |  |  |  |  |  |  |    |  |  |  |  |  | Punti | Pos. |
| ---- | ------ | ----- |  |  |  |  |  |  |  |  |  | -- |  |  |  |  |  | ----- | ---- |
| 1985 | 250    | Honda |  |  |  |  |  |  |  |  |  | 10 |  |  |  |  |  | 1     | 28º  |

| 1986 | Classe | Moto  |  |  |  |  |  |    |  |  |  |  |  |    |  |  |  | Punti | Pos. |
| ---- | ------ | ----- |  |  |  |  |  | -- |  |  |  |  |  | -- |  |  |  | ----- | ---- |
| 1986 | 250    | Honda |  |  |  |  |  | NQ |  |  |  |  |  | NE |  |  |  | 0     |      |

| 1987 | Classe | Moto  |  |  |  |  |  |  |  |  |    |  |  |  |  |  |  | Punti | Pos. |
| ---- | ------ | ----- |  |  |  |  |  |  |  |  | -- |  |  |  |  |  |  | ----- | ---- |
| 1987 | 500    | Honda |  |  |  |  |  |  |  |  | 20 |  |  |  |  |  |  | 0     |      |

| 1992 | Classe | Moto  |  |  |  |  |  |  |  |  |  |  |     |  |  |  |  | Punti | Pos. |
| ---- | ------ | ----- |  |  |  |  |  |  |  |  |  |  | --- |  |  |  |  | ----- | ---- |
| 1992 | 125    | Honda |  |  |  |  |  |  |  |  |  |  | Rit |  |  |  |  | 0     |      |

| Legenda | 1º posto        | 2º posto            | 3º posto            | A punti      | Senza punti        | Grassetto – Pole position Corsivo – Giro più veloce |
| Legenda | Gara non valida | Non qual./Non part. | Ritirato/Non class. | Squalificato | '-' Dato non disp. | Grassetto – Pole position Corsivo – Giro più veloce |

### Risultati nel mondiale Superbike
| 1988 | Moto  |   |   |   |     |   |   |  |  |  |  |  |  |  |  |  |  |  |  | Punti | Pos. |
| ---- | ----- | - | - | - | --- | - | - |  |  |  |  |  |  |  |  |  |  |  |  | ----- | ---- |
| 1988 | Honda | 3 | 5 | 6 | Rit | 7 | 5 |  |  |  |  |  |  |  |  |  |  |  |  | 30    | 13º  |

| Legenda | 1º posto        | 2º posto            | 3º posto           | A punti      | Senza punti        | Grassetto – Pole position Corsivo – Giro più veloce |
| Legenda | Gara non valida | Non qual./Non part. | Ritirato/Non class | Squalificato | '-' Dato non disp. | Grassetto – Pole position Corsivo – Giro più veloce |